# Michigan State University
De Michigan State University (MSU) is een openbare universiteit gelegen in de stad East Lansing in de Amerikaanse staat Michigan.

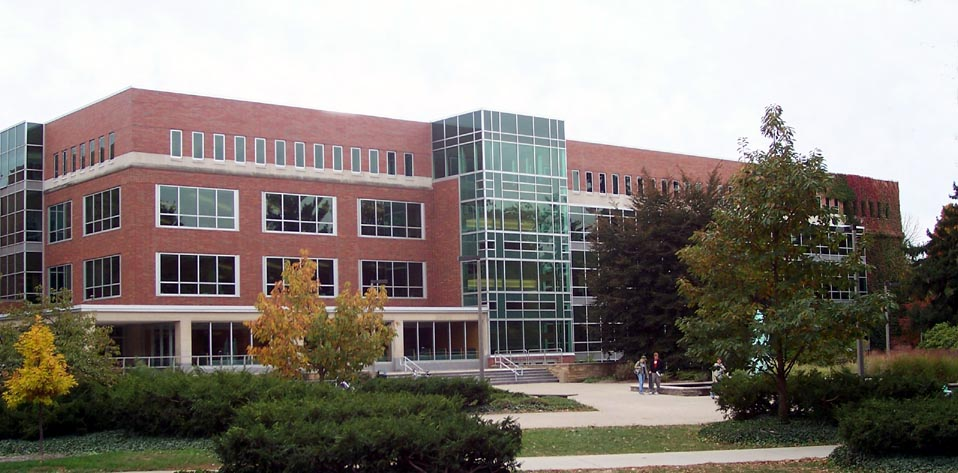
De bibliotheek van de MSU

## Geschiedenis
De universiteit is opgericht in 1855. Aanvankelijk was het enkel een landbouwhogeschool, alleen toegankelijk voor mannen. Als gevolg van de Morrill Act uit 1862 werd de universiteit gemengd, en ze breidde haar aanbod uit met meer studies. Op dit punt diende de universiteit als voorbeeld voor toekomstige zogeheten land-grant-onderwijsinstellingen in de Verenigde Staten.

## Afdelingen
De universiteit telt tegenwoordig 14 faculteiten en een met de universiteit verbonden particuliere rechtenfaculteit. In totaal kunnen er meer dan 200 opleidingen worden gevolgd. De MSU was pionier op het gebied van studies verpakking, horecamanagement, telecommunicatie en muziektherapie. Onder de alumni van de universiteit bevinden zich vijf winnaars van de Pulitzerprijs. De universiteit is lid van de Association of American Universities.
De campus van de universiteit ligt aan de oever van de Red Cedar. De ontwikkeling van de campus begon in 1856 met drie gebouwen. De campus is opgedeeld in twee gebieden. Het oudste gedeelte ligt aan de noordelijke oever van de Red Cedar. Het nieuwe gedeelte ligt aan de zuidkant.
De sportteams van de universiteit staan bekend als de Michigan State Spartans.

## Incidenten die in het nieuws kwamen
In 2019 werd de Michigan State University ervan beschuldigd het seksueel misbruik van voormalig sportarts Larry Nassar mogelijk te hebben gemaakt. Nassar werkte als arts op de universiteit. De MSU werd hiervoor beboet.
Op 13 februari 2023 vond er op de campus van de universiteit een schietincident plaats, waarbij zeker drie doden en vijf gewonden vielen. De dader pleegde enkel uren later zelfmoord.